# Morti nel 475
| Questa pagina contiene informazioni ricavate automaticamente dalle voci biografiche con l'ausilio del template Bio e di un bot. L'aggiornamento è periodico e automatico e ricostruisce completamente la pagina. Se manca una persona in questa lista, sei pregato di non aggiungerla, ma accertati piuttosto che la sua voce biografica contenga il template Bio e che i dati anagrafici siano correttamente compilati. Se il template Bio manca, inseriscilo tu stesso o, in alternativa, metti l'avviso {{tmp\|Bio}} che ne segnala la mancanza. Se i dati riportati sono sbagliati, correggi direttamente la voce biografica; le modifiche saranno visibili in questa lista entro pochi giorni. Per chiarimenti vedi il progetto biografie. La lista contiene solo le 10 persone che sono citate nell'enciclopedia e per le quali è stato implementato correttamente il template Bio. Pagina aggiornata al 26 apr 2025. |

- 5 marzo - San Gerasimo, abate bizantino
- 9 novembre - Aurelio di Riditio, vescovo armeno
- Amabile di Riom, presbitero e santo romano
- Eliseo l'Armeno, scrittore armeno (n. 410)
- Eutropio di Orange, vescovo e santo francese
- Mamerto di Vienne, arcivescovo francese
- Senatore di Milano, arcivescovo e santo italiano
- Shushanik, regina georgiana (n. 440)
- Tonanzio Ferreolo, prefetto romano
- Valentino di Mais, missionario, vescovo e santo romano